# Iliokómi
Iliokómi (Iliokomi) är en ort i Grekland.   Den ligger i prefekturen Nomós Serrón och regionen Mellersta Makedonien, i den nordöstra delen av landet, 300 km norr om huvudstaden Aten. Iliokómi ligger 256 meter över havet och antalet invånare är 342.
Terrängen runt Iliokómi är varierad. Runt Iliokómi är det ganska glesbefolkat, med 34 invånare per kvadratkilometer. Närmaste större samhälle är Eleftheroúpolis, 18,9 km öster om Iliokómi. Trakten runt Iliokómi består till största delen av jordbruksmark.